# 동래역 (한국철도공사)
동래역(Dongnae station, 東萊驛)은 부산광역시 동래구 낙민동에 있는 동해선 광역전철의 전철역이다. 부산 도시철도 4호선 낙민역이 가까이 있으나, 직결 환승통로는 없기 때문에 역사를 나가서 교통카드로 환승해야 한다. 이 역과 역명이 같은 1호선, 4호선의 동래역은 거리가 1.5km 정도로 떨어져 있는 별개의 역이다.

## 역사
- 1934년 7월 15일 : 동해남부선 부산진 ~ 해운대 개통과 함께 영업 개시[3]
- 1934년 8월 15일 : 역사 신축 준공
- 1971년 9월 10일 : 무연탄 화물 도착역으로 지정
- 2006년 5월 1일 : 소화물 취급 중지
- 2007년 11월 1일 : 화물 취급 중지[4]
- 2014년 11월 5일 : 부전 ~ 재송 구간 운행선을 개량선으로 변경. 승하차 장소를 임시 승강장으로 변경.
- 2015년 10월 12일 : 복선전철 공사로 영업 일시중단 및 구 수영역(현 센텀역)으로 여객업무 이관 및 무배치간이역으로 격하
- 2016년 12월 30일 : 동해본선으로 편입, 부산진 기점 9.8 km로 이전[5], 광역철도 개통과 함께 전철역으로 영업 재개[6]

## 역 구조
쌍섬식 승강장으로 운영되며 일부 시간대에 무궁화호나 ITX-새마을, ITX-마음, KTX-이음 대피를 위하여 외선을 사용한다. 현재 스크린도어가 설치되어있다.

### 승강장
| ↑ 교대          |
| ４３ \| ２１ \| |
| 안락 ↓          |

| 1·2 | ● 동해선 광역전철 | 안락 · 센텀 · 신해운대 · 일광 · 태화강 방면 |
| 3·4 | ● 동해선 광역전철 | 교대 · 거제 · 거제해맞이 · 부전 방면        |

## 역 주변
| 나가는 곳 | 방면                                                                           |
| --------- | ------------------------------------------------------------------------------ |
| 1         | ● 부산 도시철도 4호선 낙민역(환승통로 없음) 부산 동래 패총 수민동 행정복지센터 |
| 2         | 수민동행정복지센터                                                             |
| 3         | 낙민역 낙민초등학교 동래고등학교                                               |

## 승차량 변동
| 역 노선 | 역 노선 | 일평균 인원수 (명/일) | 일평균 인원수 (명/일) | 일평균 인원수 (명/일) | 일평균 인원수 (명/일) | 일평균 인원수 (명/일) | 일평균 인원수 (명/일) | 일평균 인원수 (명/일) | 일평균 인원수 (명/일) | 주 석 |
| 역 노선 | 역 노선 | 2016년                | 2017년                | 2018년                | 2019년                | 2020년                | 2021년                | 2022년                | 2023년                | 주 석 |
| ------- | ------- | --------------------- | --------------------- | --------------------- | --------------------- | --------------------- | --------------------- | --------------------- | --------------------- | ----- |
| 동해선  | 승차    | 582                   | 748                   | 821                   | 1,063                 | 1,008                 | 1,114                 | 1,321                 | 1,362                 | [ 7 ] |
| 동해선  | 하차    | 723                   | 759                   | 792                   | 991                   | 939                   | 1,042                 | 1,250                 | 1,297                 | [ 7 ] |

## 구 역사
구 역사는 1934년에 지어졌으며, 2013년에 한국철도공사 선정 준철도기념물로 지정되었다. 구 동래역을 철거하고 역사 부지를 관통하는 도로를 개설하는 계획이 추진되었으나, 이후 계획이 변경되어 구 역사를 철거하는 대신 동쪽으로 이전하는 방안이 등장하였다. 2017년 7월 동래역 부지에서 패총이 발굴되고 구 역사가 개축되지 않은 원형 그대로의 건물임이 밝혀지면서, 관통 도로 개설 및 역사 이전 계획이 취소되었다.
한편 구 역사는 2013년 영화 《미스진은 예쁘다》의 주요 배경으로도 사용되었다.
2019년 6월 5일 대한민국의 등록문화재 제753호로 지정되었다.
2021년 12월 28일 현 역사는 철도기념물로 지정되어 원형 그대로 보존 될 예정이다.

## 사진

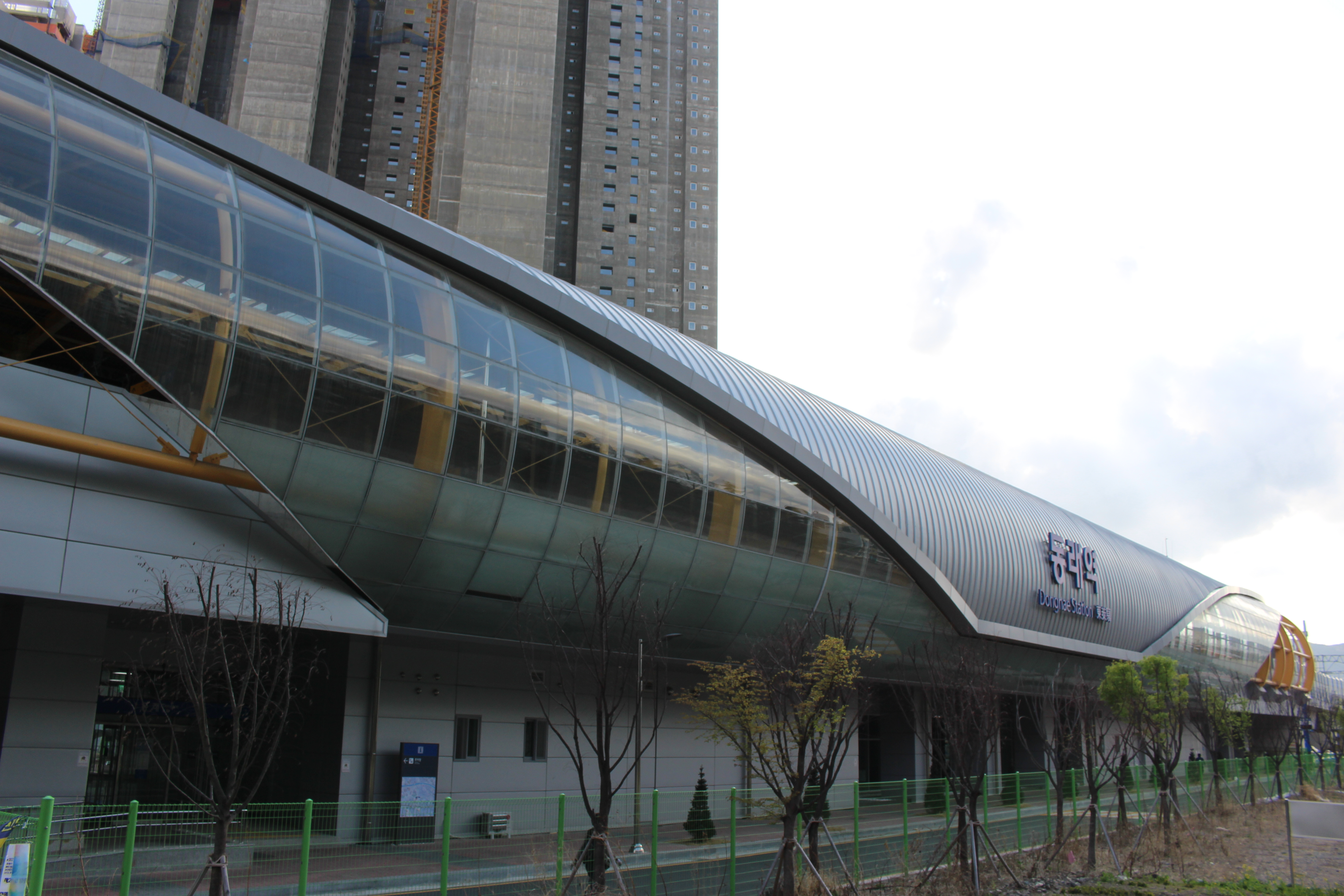
역사
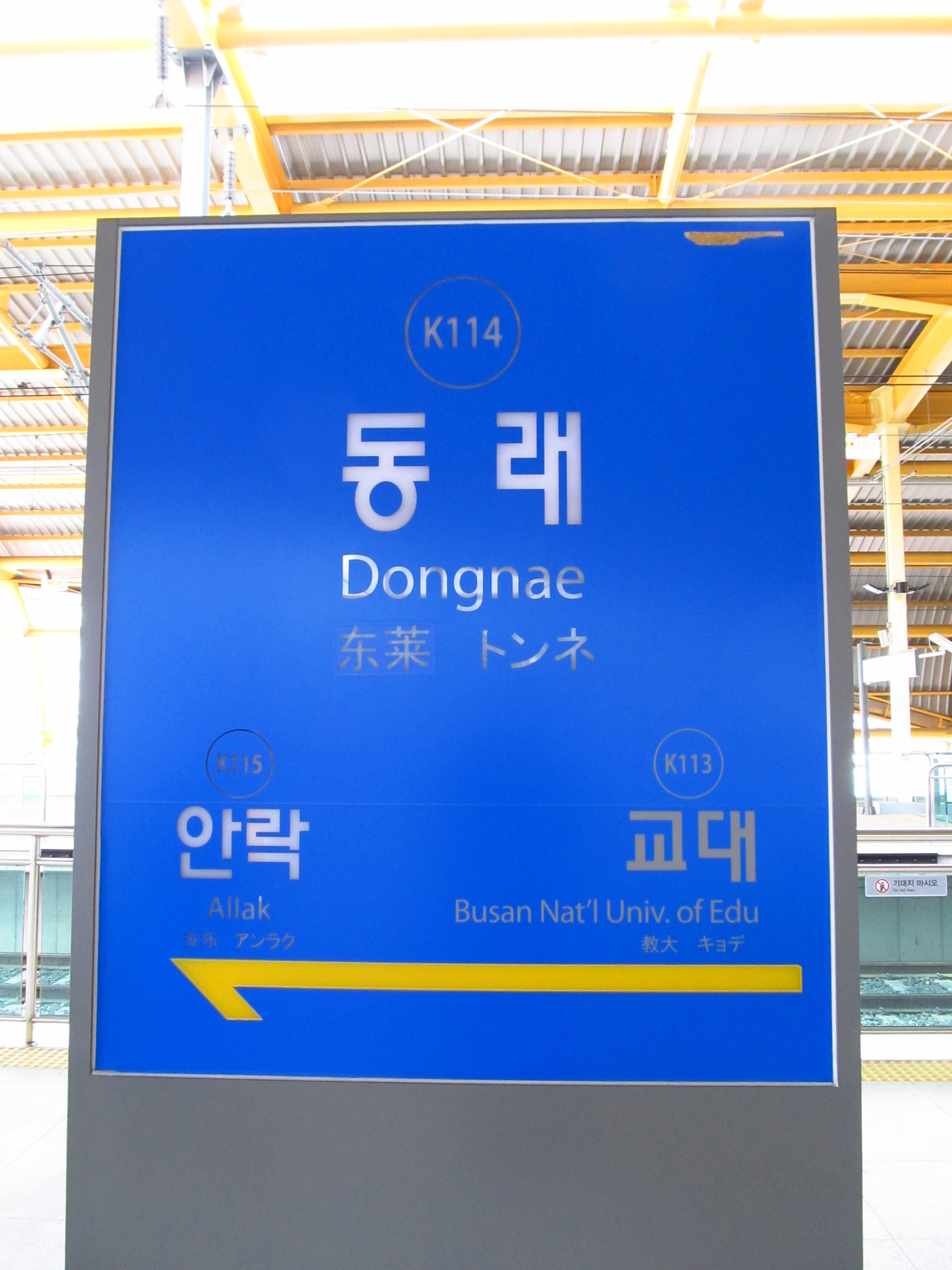
역명판

## 인접한 역
| 동해선              | 동해선            | 동해선                |
| ------------------- | ----------------- | --------------------- |
| K113 교대 부전 방면 | ● 동해선 광역전철 | K115 안락 태화강 방면 |